# Soju
Soju (kor. 소주) – koreański destylowany napój alkoholowy, robiony na bazie ryżu, ziemniaków, pszenicy, jęczmienia zwyczajnego, batatów lub tapioki. Zawiera 16,8–53% obj. alkoholu. 